# Юліян Катрій
Юліян Катрій (хресне ім'я Яків; 22 березня 1912, Переволока — 8 липня 2000, Глен-Ков, Нью-Йорк, США) — священник Української греко-католицької церкви, василіянин, доктор філософії, церковний письменник, літургіст, протоігумен Американської провінції Василіянського Чину святого Йосафата (1982–1988). Дійсний член НТШ (1991).

## Життєпис
Народився 22 березня 1912 року в с. Переволока (нині Бучацький район Тернопільської області) в сім'ї Василя і Марії Катріїв. Навчався в Місійному інституті імені святого Йосафата при монастирі отців василіян у Бучачі. 25 серпня 1931 року вступив до Василіянського Чину на новіціят у Крехові, де 12 квітня 1933 року склав перші обіти, а вічні — 13 вересня 1936 року. Гуманістику і риторику вивчав у Лаврівському монастирі (1933–1935), філософію — у Добромильському (1935–1936) і Кристинопільському монастирях (1936–1937), а богослов'я в Лаврові й в Чехословаччині (Оломоуць). Ієрейські свячення отримав з рук Пряшівського єпископа Павла Ґойдича в м. Оломоуці 21 листопада 1940 року. Продовжив студії у Віденському університеті, де в 1944 році здобув докторат з філософії на основі тези «Der künstlerische Aufbau von Vergil, Aenis XII».
У 1944 році виїхав до Німеччини, звідки в 1946 році — до Канади, а від 1950 року проживав у США. Служив на парафіях у Нью-Йорку (1957–1970), Чикаго (1970–1980), виконував уряд протоігумена отців василіян в Америці (1982–1988); викладав у василіянській семінарії в Глен-Кові (від 1988 року).
Помер 8 липня 2000 року в м. Глен-Ков, Нью-Йорк, США. Похований на українському католицькому цвинтарі Святого Духа в Кампбелл-Голл (Гемптонбурґ, округ Оранж, штат Нью-Йорк).

## Твори
Автор богословських праць, спогадів, статей у релігійних виданнях.
- «Пізнай свій обряд!» [Архівовано 26 січня 2019 у Wayback Machine.] (Нью-Йорк; Рим, 1982; 3-є вид. — Львів 2004),
- «Вгору піднесім серця» [Архівовано 22 березня 2020 у Wayback Machine.] (Рим, 1993),
- «Перлини Східних Отців» (Нью-Йорк; Рим, 1987; Львів, 1998; 2006),
- «Наша християнська традиція» (Нью-Йорк; Рим, 1988; Львів, 1999; 2007),
- «Божі Заповіді: дорога до нашого спасіння» (Нью-Йорк; Рим, 1991; Львів, 1999).